# Oleg Karawajew
Oleg Nikołajewicz Karawajew (ros. Олег Николаевич Караваев; ur. 20 maja 1936 w Mińsku, zm. 23 sierpnia 1978 tamże) – radziecki zapaśnik walczący w stylu klasycznym. Złoty medalista olimpijski z Rzymu 1960, w kategorii do 57 kg.
Mistrz świata w 1958 i 1961; czwarty w  1963 roku.
Mistrz ZSRR w 1956, 1957, 1958, 1959, 1960 i 1962; trzeci w 1955 roku. Skończył karierę w 1963. W latach 1971–1978 pracował jako trener w klubie Burewestnik Mińsk. Od 1994 roku w Mińsku odbywa się turniej ku Jego pamięci.